# 派恩朗 (密蘇里州)
派恩朗（英語：Pine Lawn）是位於美國密蘇里州聖路易斯縣的城市。

## 人口
根據2020年美國人口普查的數據，派恩朗的面積為1.60平方千米，皆為陸地。當地共有人口2754人，而人口密度為每平方千米1,721人。